# Mikoian-Gurévitx MiG-9
El Mikoian-Gurévitx MiG-9 (en rus: Микоян и Гуревич МиГ-9),(Denominació OTAN "Fargo") és un caça de reacció construït per la Unió Soviètica poc després de la fi de la Segona Guerra Mundial. El disseny utilitzava còpies dels motors de reacció alemanys BMW 003. Aquest avió de reacció de primera generació presentava diversos problemes, incloent-hi la tendència als motors a apagar-se quan es disparaven els canons automàtics a gran altitud. Va ser substituït pel Mikoian-Gurévitx MiG-15.

## Especificacions (MiG-9)
Dades de OKB Mikoyan
Característiques generals
- Tripulació: Un pilot
- Longitud: 9,75 m
- Envergadura: 10,0 m
- Alçada: 3,23 m
- Superfície de l'ala 18,2 m²
- Perfil: arrel: TsAGI IA10; punta: TsAGI IV10[2]
- Pes buit: 3.283 kg
- Pes carregat: 4.860 kg
- Motor: 2× turbojet RD-20 , 7,8 kN cada un

 Rendiment 
- Velocitat màxima: =864 km/h
- Abast: 800 km
- Sostre de servei: 13.000 m
- Ràtio d'ascens: 22 m/s

Armament

- 2 canons automàtics Nudelman-Suranov NR-23 de calibre 23x115 mm
- 1 canó automàtic Nudelman N-37 de calibre 37 mm x 145 mmR